# Cwał (film)
Cwał – polska tragikomedia z 1995 roku w reżyserii Krzysztofa Zanussiego. Zdjęcia plenerowe do filmu powstały w Czerwińsku nad Wisłą i w Łącku.

## Fabuła
Warszawa, początek lat 50. XX wieku. Do ekscentrycznej Idalii przyjeżdża 10-letni Hubert, syn żołnierza Armii Krajowej, wysłany przez matkę obawiającą się represji ze strony Urzędu Bezpieczeństwa. Młodzieńcze lata mijają Hubertowi pod znakiem pasji do koni, którą zaszczepiła w nim Idalia i próbie zrozumienia wszechobecnej obłudy wynikającej ze stalinowskiego systemu.

## Obsada
- Maja Komorowska – Idalia
- Bartosz Obuchowicz – Hubert
- Karolina Wajda(inne języki) – Rozmaryna
- Piotr Adamczyk – Ksawery
- Piotr Szwedes – Dominik
- Andrzej Szenajch – rotmistrz
- Halina Gryglaszewska – ciotka Idalii
- Sławomira Łozińska – matka Huberta
- Stanisława Celińska – Justyna Winewar, żona ministra
- Krystyna Bigelmajer – nauczycielka
- Agnieszka Warchulska – dyrektorka szkoły
- Grzegorz Warchoł – dyrektor LZS-u
- Lew Rywin – minister
- Jacek Wolszczak – Władek
- Tomasz Jarosz – ojciec Władka
- Jerzy Moes – nauczyciel
- Zdzisław Szymborski – ksiądz święcący szopę
- Krzysztof Zanussi – w roli samego siebie
- Sławomir Federowicz – mężczyzna wydobywający platynę z ciała zmarłej ciotki
- Paweł Burczyk – strażnik w Natolinie
- Mateusz Grydlik – Kazik
- Aleksandra Justa
- Paweł Kleszcz